# Département de Mostaganem
1957–1962
Le département de Mostaganem fut un département français d'Algérie entre 1957 et 1962, ayant pour code 9F.
Considérée depuis le 4 mars 1848 comme partie intégrante du territoire français, l'Algérie fut organisée administrativement de la même manière que la métropole. C'est ainsi que pendant une centaine d'années, Mostaganem fut une sous-préfecture du département d'Oran jusqu'au 28 juin 1956, date à laquelle ledit département fut divisé en quatre parties, afin de répondre à l'accroissement important de la population algérienne au cours des années écoulées.
L'ancien département d'Oran fut dissous le 20 mai 1957 et ses quatre parties furent transformées en départements de plein exercice. Le département de Mostaganem fut donc créé à cette date, et couvrait une superficie de 11 432 km2 sur laquelle résidaient 610 467 habitants et possédait cinq sous-préfectures, Cassaigne, Inkermann, Mascara, Palikao et Relizane.
Le département de Mostaganem fut maintenu après l'indépendance de l'Algérie, et devint la Wilaya de Mostaganem en 1968.

## Le département en 1957: arrondissements et communes
Cette liste des communes du département par arrondissement en 1957 est issue du décret du 20 mai 1957 « portant modification des limites départementales et création d'arrondissements en Algérie ».
Ce décret, qui organise le nord de l'Algérie en douze départements, reflète aussi la création des nouvelles communes de droit commun issues des communes mixtes dissoutes en 1956.
- Arrondissement de Mostaganem (20 communes)

- Aboukir ;
- Aïn-Sidi-Cherif
- Aïn-Tedeles
- Bellecote
- Bellevue
- Blad Touaria
- Bouguirat
- Ennaro
- Fornaka
- Georges Clemenceau
- Mazagran
- Mostaganem
- Noisy-les-Bains
- Ouled-Bou-Abca
- Ouled-Chafaa
- Ouled-el-Kheir
- Pelissier
- Rivoli
- Sirat
- Tounin

- Arrondissement de Cassaigne (13 communes)

- Achaacha
- Beni Zenthis
- Bosquet
- Cassaigne
- Lapasset
- M'Zila
- Nekmaria
- Ouillis
- Ouled-Maalah
- Picard
- Pont-du-Cheliff
- Takourt
- Tazgait.

- Arrondissement de Relizane (32 communes)

- Aïn-el-Hallouf
- Amamra
- Anatra
- Bel-Hacel-Mina
- Benaouda
- Beni-Dergoun
- Beni-Issaad
- Beni-Louma
- Chabet-Eddis
- Chouala
- Clinchant
- Dar-Ben-Abdallah
- Ferry
- Ghoualize-Tahamda
- Guires
- Harartsa
- Henri-Huc
- Kaibia-Ouled-Addi
- Kalaa
- L'Hillil
- Mendez
- Ouled-Barkat
- Ouled-Bou-Ali
- Ouled-Sidi-Lazreg
- Ouled-Zid
- Relizane
- Saf-Saf
- Sidi-Kheltab
- Sidi-Saada
- Taassalet
- Yazerou
- Zemmora

- Arrondissement d'Inkermann (33 communes)

- Adja-Ma
- Ahl-el-Ghorine
- Ammi-Moussa
- Bou-Halloufa
- Chekkala
- Djerara
- El-Alef
- El-Hamri
- Guerouaou
- Guillaumet
- Hamadena
- Inkermann
- Kasbah-Bou-Mata
- Marioua
- Mazouna
- Mediouna
- Mekmene
- Meknessa
- Melaab
- Ouarizane
- Ouled-Ali
- Ouled-Bou-Ikni ;
- Ouled-Bou-Riah
- Ouled-Defelten
- Ouled-el-Abbes
- Ouled-Izmeur
- Ouled-Moudjeur
- Ouled-Sabeur
- Ouled-Yaichr
- Renault
- Saint-Aime
- Tigher-Matine
- Touares

- Arrondissement de Mascara (23 communes)

- Aïn-Defla
- Aïn-Fares
- Aïn-Fekan
- Aïn-Frass
- Benian
- Bou-Hanifia-les-Thermes
- Dublineau
- El-Gueithna
- Froha
- Guerdjoum
- Makda ;
- Maoussa ;
- Mascara ;
- Matemore ;
- Oued-Taria
- Ouled-Kada
- Sidi-Ben-Hanifia
- Sidi-Ben-Moussa
- Sidi-Ben-Daho
- Sidi-Ben-Ahmed-Ben-Ali
- Thiersville
- Tizi
- Zellaga.

- Arrondissement de Palikao (14 communes)

- Aouzalel
- Ahnaidja
- Cacherou
- Dombasle
- El-Bordj
- Haboucha
- M'Hamids
- Oued-el-Abd
- Oued-el-Tat
- Oued-Haddad
- Palikao
- Sonis
- Temaznia
- Uzès-le-Duc